# Ambassade de Russie en Géorgie

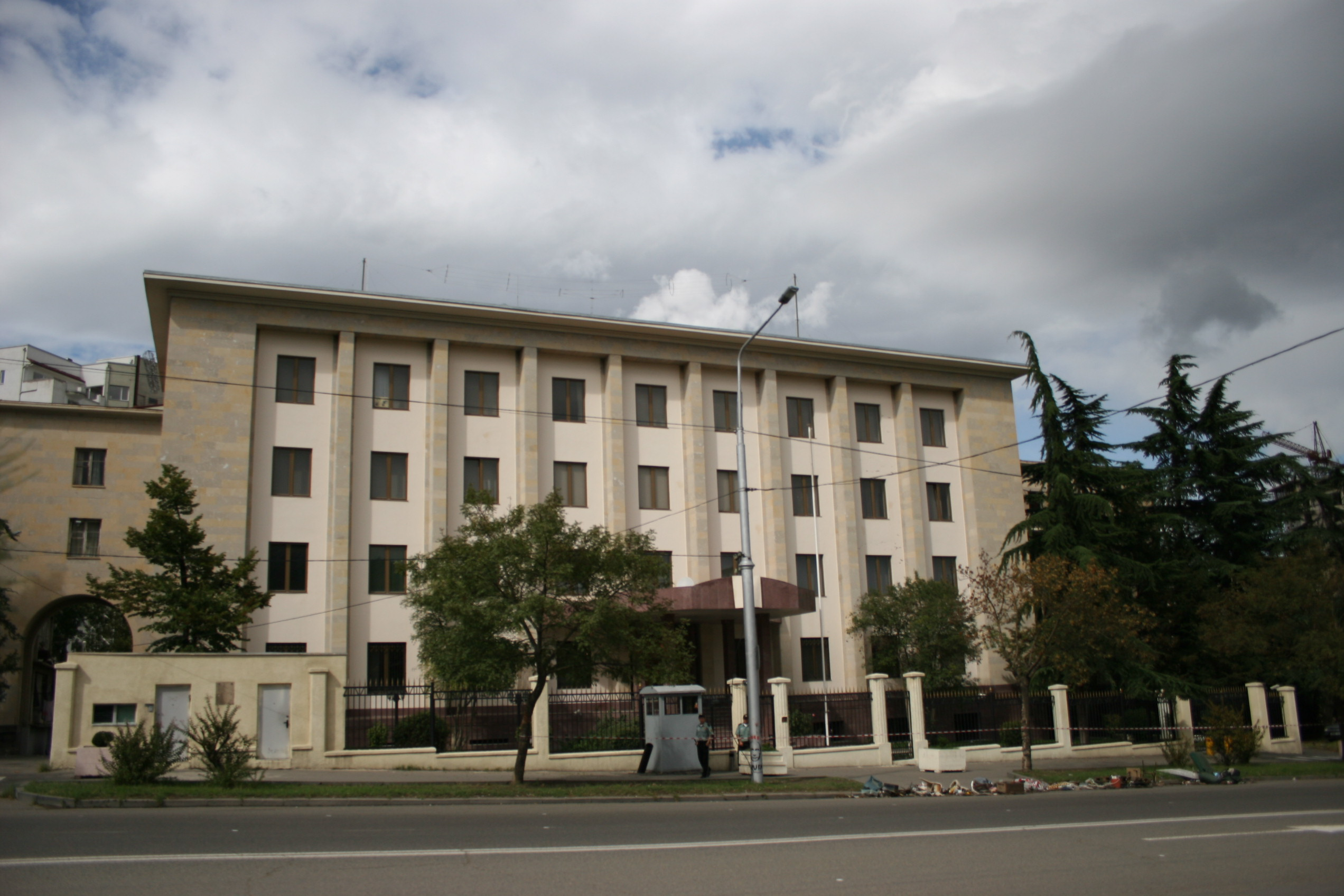
Bâtîment de l'ancienne ambassade russe à Tbilissi.

L'ambassade de Russie en Géorgie est l'ancienne mission diplomatique de la fédération de Russie auprès de la Géorgie, qui opère entre 1992 et 2008. Le bâtiment de l'ambassade est située au 51 Avenue Ilia Tchavtchavadzé à Tbilissi.

Le 29 août 2008, la Géorgie ordonne à l'ambassadeur russe Viatcheslav Kovalenko et à tous les autres diplomates russes de quitter le pays, de fermer l'ambassade et de rompre les relations diplomatiques avec la Russie. La Russie et la Géorgie avaient auparavant mené une guerre de cinq jours pour les deux régions séparatistes géorgiennes (Abkhazie et Ossétie du Sud), à la suite de quoi Moscou a reconnu l'indépendance des deux régions. La fédération de Russie est désormais représentée par la Section des intérêts de la fédération de Russie à l'ambassade de Suisse en Géorgie.